# Eduardo Chillida
Eduardo Chillida Juantegui (San Sebastián, 10 de janeiro de 1924 — San Sebastián, 19 de agosto de 2002) foi um escultor e gravador espanhol de origem basca conhecido por seus trabalhos em ferro e concreto, um proeminente continuador da tradição de Julio González e Pablo Picasso.

## Trabalho
Suas primeiras esculturas são obras figurativas, torsos humanos esculpidos em gesso como Forma, Pensadora, Maternidad, Torso o Concreción. Em todas elas, o ponto de partida é a escultura grega arcaica, mas já se aprecia a preocupação com a forma interior, além de um marcado sentido monumental. Os jogos de volumes e os valores da massa o aproximam da linguagem de Henry Moore. Começou a modelar obras figurativas, mas pouco a pouco tendeu para formas mais abstratas. Em 1949 realiza Metamorfosis, obra que já pode ser considerada abstrata.
Por volta de 1951, com o emprego na forja, começou a trabalhar com ferro. Empreende então um ciclo de esculturas não imitativas, aumentando a sua preocupação pela introdução de espaços abertos. Ele foge da imitação da natureza e vai em busca da criação e da invenção. Cada uma de suas obras apresenta um problema espacial que ele tenta resolver com a ajuda do material, de acordo com suas características ou propriedades. Ilarik (1951) é sua primeira escultura abstrata. Significa "pedra funerária" e é inspirado nas estelas funerárias e alfaias do povo basco. A relação entre a massa sólida do monólito e o espaço que ele indica é apreciada. Focado no uso do ferro, executou obras ora de aspecto maciço, ora mais aéreas. Sempre tentando captar o espaço com base em ritmos geométricos que o estruturam arquitetonicamente. Alguns exemplos são Peine del viento, Música de las esferas, Oyarak (Eco) e Espacios sonoros. No Peine del viento a natureza intervém como mais um elemento, sem forçar. Ele recorre ao vento e à água, tentando fazer com que todos façam parte da escultura. Para as portas de Aranzazu, ele procura sucatas e resíduos industriais que possam ser úteis para ele. Não pretende fazer portas onde se coloquem esculturas, mas sim que elas próprias sejam as esculturas.
Em 1957 abriu uma nova fase de experimentação. Até então sua linguagem era dominada por linhas horizontais, verticais e curvas e agora ele adotará ritmos lineares mais ativos e inquietos, difíceis de entender. Exemplos: Hierros de temblor o Ikaraundi (Gran temblor), onde o material ferroso se espalha no espaço sem tentar capturá-lo. Também elabora Rumor de límites, Modulación del espacio, a série de ensaios  Yunque de sueños, ou a série Abesti Gogora (Hacia lo alto). São composições variadas que, baseadas em blocos toscos de granito ou madeira, parecem prolongar os seus ritmos no espaço com grande leveza, apesar do material, que não o esconde. A princípio, o ferro era o material preferido para a pesquisa espacial, mas depois outros materiais como madeira, concreto, aço, pedra ou alabastro foram introduzidos. Na série Around the Void, ele usa aço. O mesmo material de Gnomon, Iru Burni o Elogio de la arquitectura. Eduardo Chillida optará por alguns materiais ou outros de acordo com suas possibilidades estruturais. Escolherá o alabastro, cuja qualidade realça com a ajuda da luz para fazer referências à Arquitetura. A série Em Elogio a la luz, composta por treze ensaios em volumes ortogonais, cujas paredes são atravessadas por corredores curtos e estreitos que, retos e curvos, jogam com a luz e a sombra.
Desde a década de 1980, especializou-se na instalação de grandes peças em espaços urbanos ou na natureza, que contrapõem massa e espaço. A série Meeting Place são peças enormes que aparecem suspensas no ar penduradas em cabos de aço. Em 1987, Chillida inaugurou sua obra "Gure Aitaren Etxea" que foi colocada no Parque de Europa em Guernica-Lumo. A obra consiste em uma parede de concreto com uma enorme janela, feita com as formas típicas de Chillida. Dentro dessa parede em forma de "U", existe uma pequena escultura de bronze onde se pode colocar a cabeça e tem função de telescópio. Quando você enfia a cabeça naquele pequeno trabalho e olha pela enorme janela, pode ver a Árvore de Gernika.

## Galeria

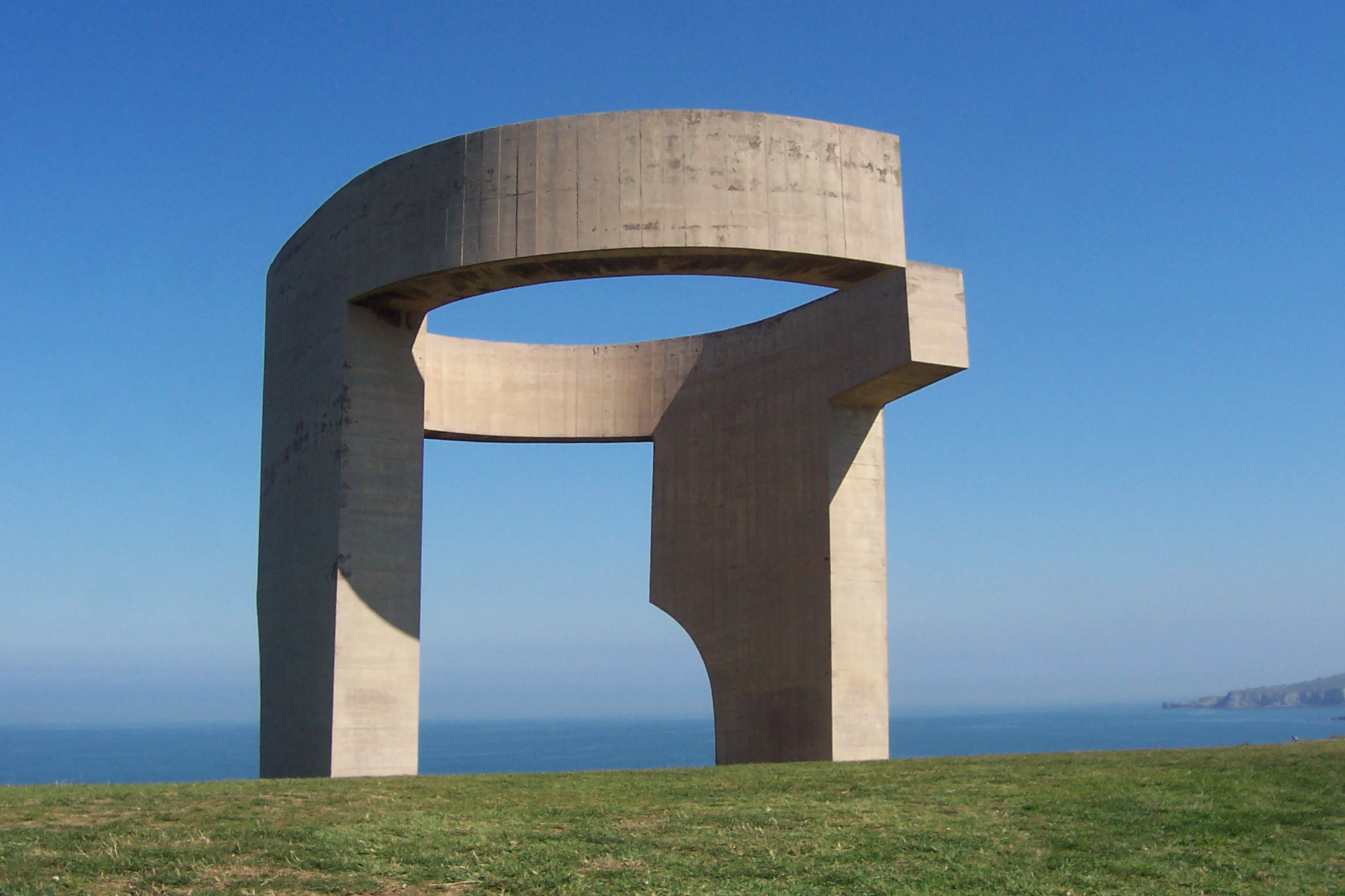
Elogio del Horizonte, concreto (1989), Gijón, Espanha
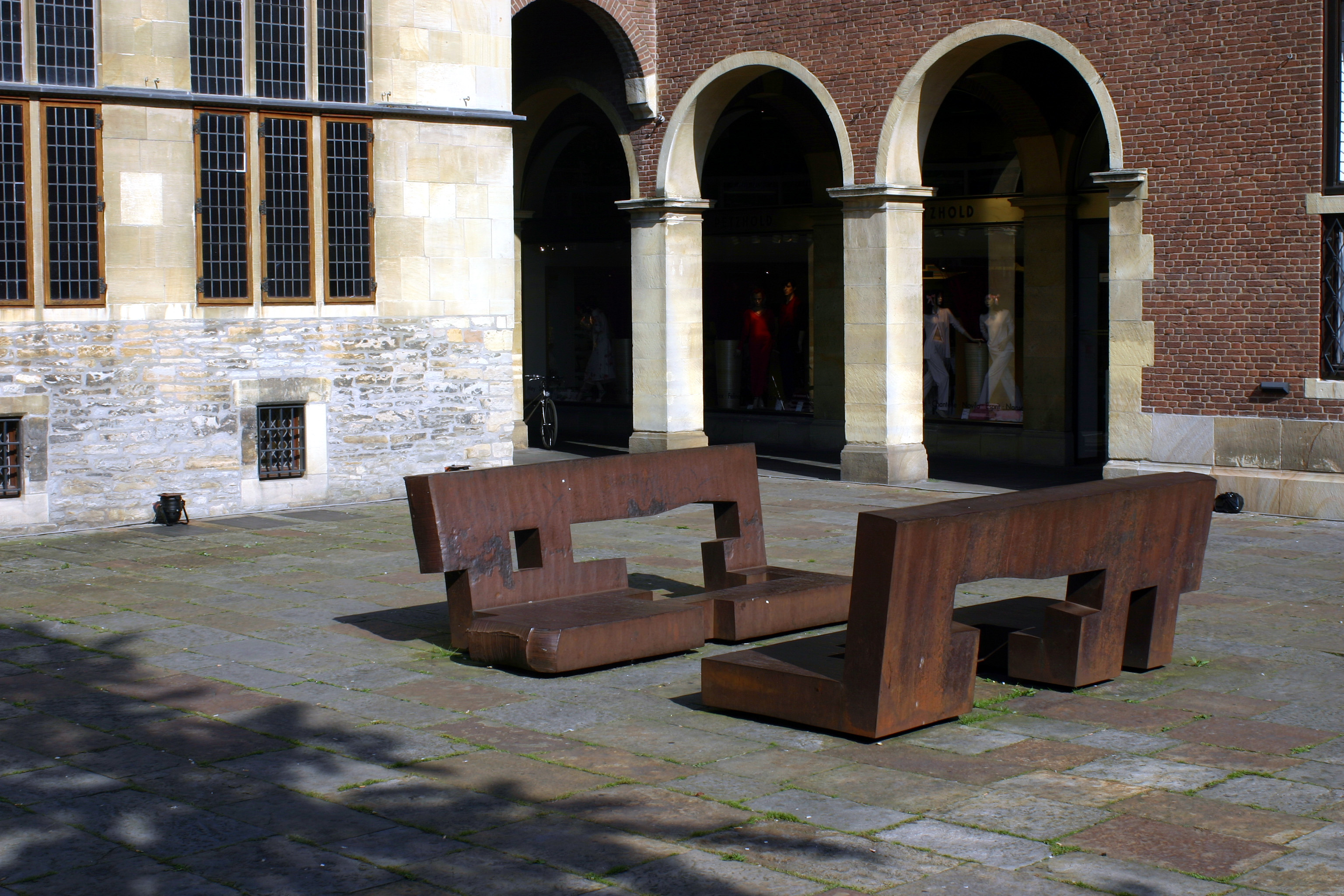
Toleranz durch Dialog, Münster, Alemanha
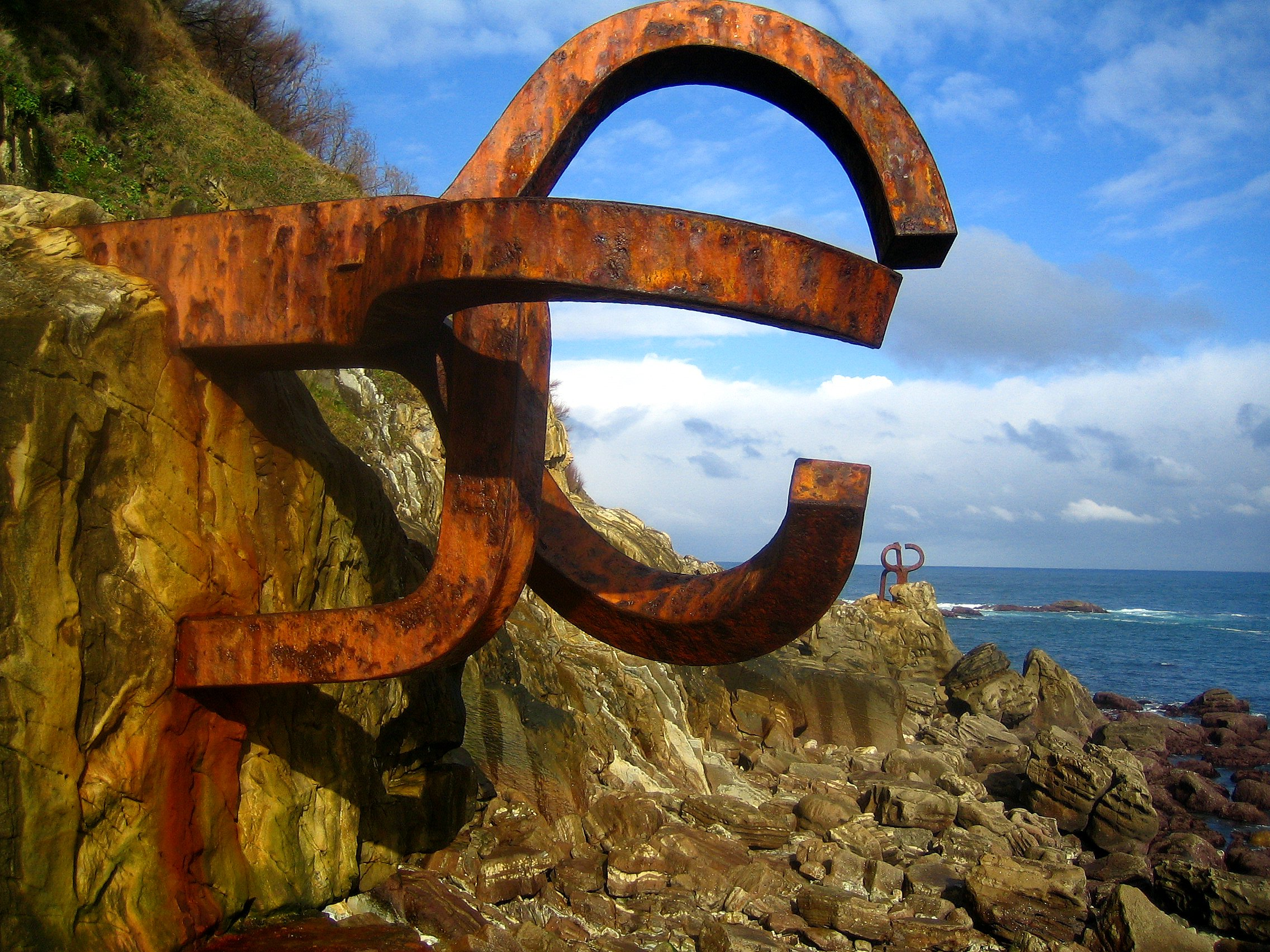
Haizearen orrazia San Sebastián, Espanha
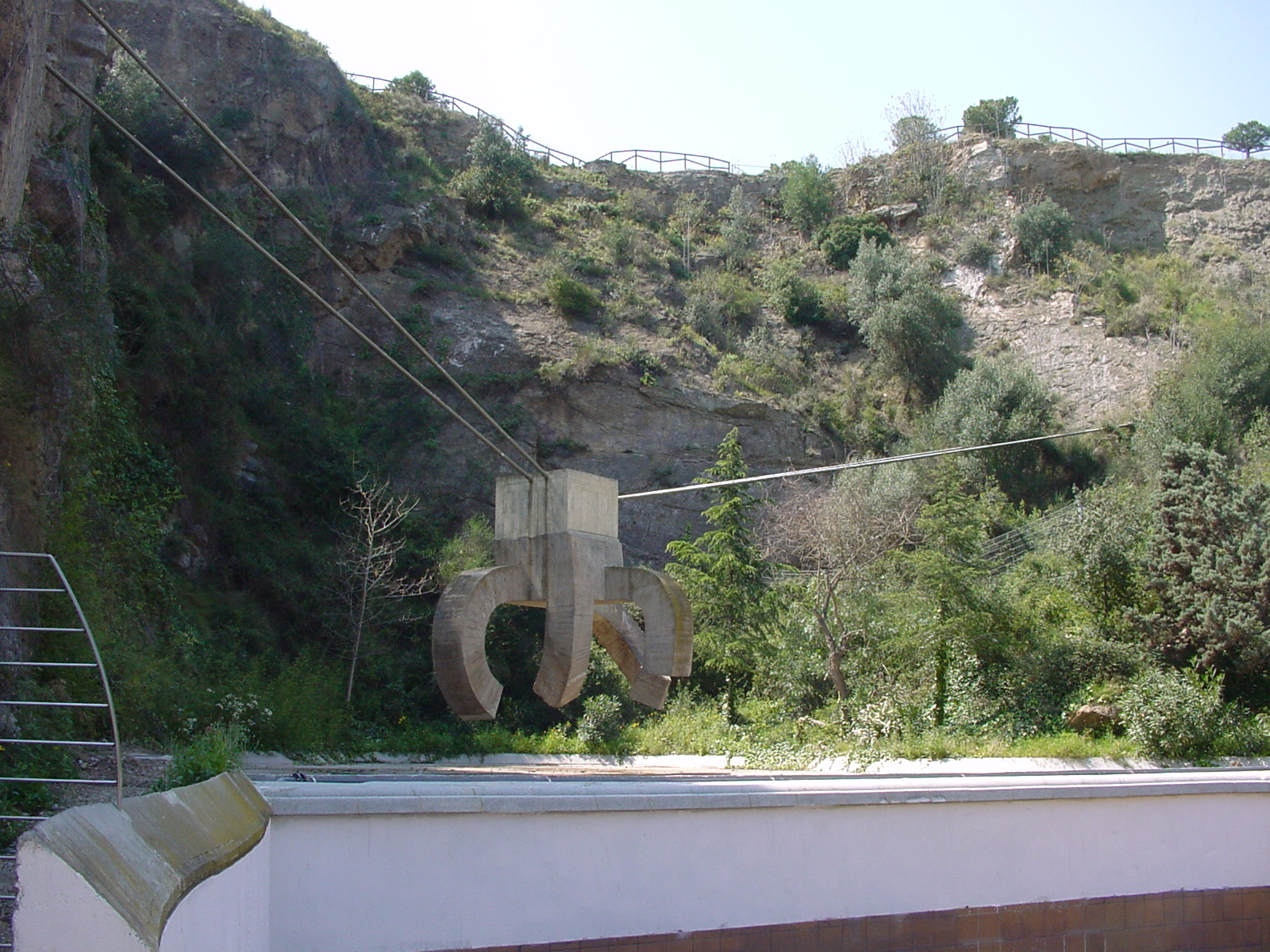
Elogi de l'aigua, Barcelona, Espanha
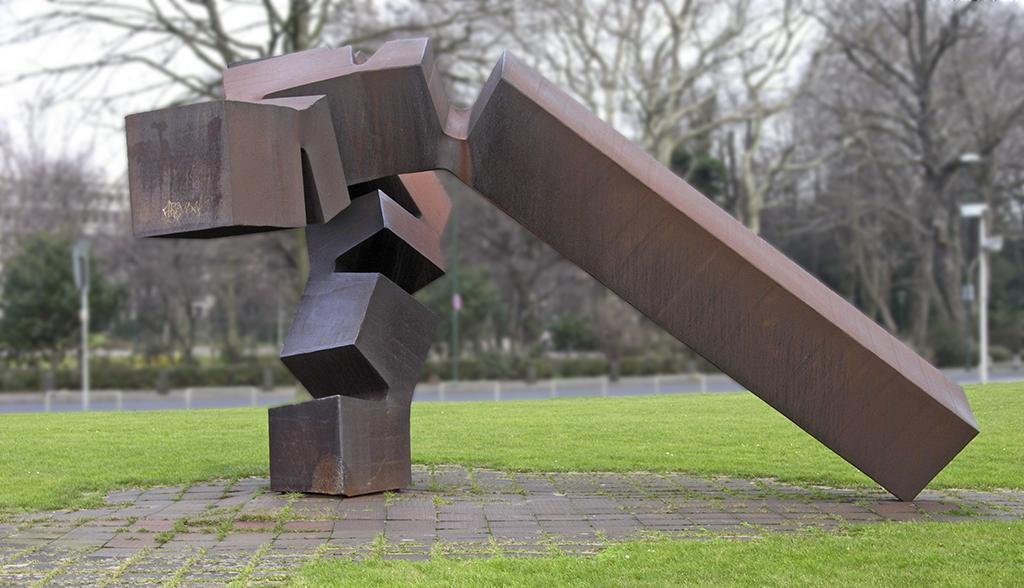
Monumento (1971), Thyssen-Hochhaus, Düsseldorf, Alemanha